# Pirhuayoc
Pirwayuq (Quechua pirwa Depósito / el planeta Júpiter, -yuq un sufijo para indicar propiedad, "el único con un depósito", castellanizado como Pirhuayoc) es un lugar arqueológico en Perú. Está situado en la región Huancavelica, provincia de Tayacaja, distrito de Laria. El sitio se encuentra en la cima de la montaña Pirwayuq, a 3,900 sobre el nivel del mar.